# Neritos leucoplaga
Neritos leucoplaga är en fjärilsart som beskrevs av George Francis Hampson 1905. Neritos leucoplaga ingår i släktet Neritos och familjen björnspinnare. Inga underarter finns listade i Catalogue of Life.